# Colin Campbell, 1. Earl of Argyll

Wappen des Colin Campbell, 1. Earl of Argyll

Colin Campbell, 1. Earl of Argyll (* zwischen 1435 und 1440; † 10. Mai 1493), war ein schottischer Adliger und Politiker.

## Leben
Er war der Sohn des Archibald Campbell, Master of Campbell, aus dessen erster Ehe mit Elizabeth Somerville, Tochter des John Somerville, 2. Lord Somerville. Sein Großvater väterlicherseits war Duncan Campbell, 1. Lord Campbell. Da sein Vater beim Tod seines Großvaters bereits gestorben war, erbte Colin 1453 dessen Adelstitel als Lord Campbell, die Würde des Chief des Clan Campbell sowie dessen umfangreiche Ländereien. Während seiner Minderjährigkeit stand er unter der Vormundschaft des jüngeren Halbbruders seines Vaters, Colin Campbell of Glenorchy († 1475).
1457 wurde er zum Earl of Argyll erhoben. 1460 hatte er das Amt des Vogtes (Bailli) von Cowal inne. 1464 erhielt er beim jungen König Jakob III. das Hofamt des Master of the King’s Household. 1463 gehörte er zur schottischen Delegation, die ein Friedensabkommen mit König Eduard IV. von England verhandelte.
Spätestens 1465 heiratete er Isabel Stewart († 1510), Tochter und Teilerbin des John Stewart, 2. Lord Lorne. Im Rahmen der Regelung von deren Erbansprüche verzichtete deren Onkel, Walter Stewart, 3. Lord Lorne, am 17. April 1470 auf den Titel des Lord Lorne und die dazugehörigen Ländereien in Argyllshire und erhielt stattdessen den Titel Lord Innermeath. Am selben Tag wurde Colin zum Lord Lorne erhoben und mit jenen Ländereien belehnt. Er erwarb zahlreiche weitere Ländereien, darunter Castle Campbell, Castle Coeffin und Castle Sween.
Ab 1483 hatte er das Staatsamt des Lordkanzlers von Schottland inne. 1487 schloss er sich der Verschwörung gegen König Jakob III. an und wurde deshalb im Februar 1488 als Lordkanzler abgesetzt. Nach dem Tod Jakobs III. setzte ihn der neue König Jakob IV. wieder als Lordkanzler ein.
Er starb 1493 und wurde in der Grablege seiner Familie an der Kilmun Parish Church bestattet. Seine Adelstitel erbte sein ältester Sohn Archibald.

## Nachkommen
Aus seiner Ehe mit Isabel Stewart hatte er zwei Söhne und sieben Töchter:
- Archibald Campbell, 2. Earl of Argyll († 1513);
- Hon. Thomas Campbell, Gutsherr von Lundie in Forfarshire;
- Lady Margaret Campbell ⚭ George Seton, 2. Lord Seton;
- Lady Isabel Campbell ⚭ William Drummond, Master of Drummond, Sohn des John Drummond, 1. Lord Drummond;
- Lady Helen Campbell († nach 1529) ⚭ Hugh Montgomerie, 1. Earl of Eglinton;
- Lady Elizabeth Campbell († nach 1516) ⚭ John Oliphant, 2. Lord Oliphant;
- Lady Mary Campbell ⚭ Angus Macdonald of Trotternish († 1490), illegitimer Sohn des John MacDonald, 11. Earl of Ross;
- Lady Agnes Campbell;
- Lady Catherine Campbell ⚭ Lachlan Og Maclean of Dowart.